# Liste der Monuments historiques in Boust
Die Liste der Monuments historiques in Boust führt die Monuments historiques in der französischen Gemeinde Boust auf.

## Liste der Bauwerke
| Bezeichnung          | Beschreibung | Standort                     | Kennzeichnung | Schutzstatus | Datum | Bild           |
| -------------------- | --- | ---------------------------- | ------------- | ------------ | ----- | -------------- |
| Turm der Usselkirche | Glockenturm, 11. oder 12. Jahrhundert; das 1711 erbaut Schiff 1940 zerstört                                                        | östlich des Ortes (Lage)     | PA00106740    | Classé       | 1930  | weitere Bilder |
| Kirche St-Maximin    | von 1958 bis 1963 erbaut, Architekt Georges-Henri Pingusson; Kirchenfenster von Henri Martin-Granel und Pierre Bozzolini entworfen | 107 rue Saint-Maximin (Lage) | PA00132650    | Classé       | 2014  |                |

## Liste der Objekte
| Bezeichnung            | Beschreibung                                  | Standort                                                  | Kennzeichnung | Schutzstatus | Datum | Bild |
| ---------------------- | --------------------------------------------- | --------------------------------------------------------- | ------------- | ------------ | ----- | ---- |
| Acht Kreuzwegstationen | Kalkstein, zweite Hälfte des 17. Jahrhunderts | östlich des Ortes auf dem Friedhof der Usselkirche (Lage) | PM57000932    | Inscrit      | 1996  |      |
| Monstranz              | Silber, Gold, 18. Jahrhundert                 | in der Kirche St-Maximin (Lage)                           | PM57000033    | Classé       | 1971  |      |
| Kelch und Patene       | Silber, vergoldet, 1752                       | in der Kirche St-Maximin (Lage)                           | PM57000034    | Classé       | 1971  |      |